# Вилкова (деревня)
Вилкова — деревня в Аромашевском районе Тюменской области России. Входит в состав Кротовского сельского поселения.

## География
Находится примерно в 260 км от Тобольска. Автобусное сообщение. Рядом протекает река Балахлей.
Часовой пояс
Вилкова (деревня), как и вся Тюменская область, находится в часовой зоне МСК+2. Смещение применяемого времени относительно UTC составляет +5:00.

## Население
| 1989 | 2002 | 2010 |
| ---- | ---- | ---- |
| 189  | ↘167 | ↘138 |